# 2415 Ganesa
2415 Ganesa (1978 UJ) là một tiểu hành tinh vành đai chính được phát hiện ngày 28 tháng 10 năm 1978 bởi Giclas, H. L. ở Flagstaff (AM).